# Hooke (Marskrater)
Der Krater Hooke befindet sich am nördlichen Rand des Einschlagsbeckens Argyre Planitia auf dem Mars. Er misst etwa 138 km im Durchmesser und wurde nach Robert Hooke benannt.